# Mildred D. Taylor
Mildred DeLois Taylor (* 13. September 1943 in Jackson, Mississippi) ist eine mehrfach prämierte US-amerikanische Autorin. Ihre Veröffentlichungen sind der Kinder- und Jugendliteratur zuzuordnen und behandeln Themen wie den Rassismus, dem Afroamerikaner in den Südstaaten ausgesetzt sind. Ihre Bücher veröffentlicht sie unter dem Namen Mildred D. Taylor.

## Leben
Mildred D. Taylor wurde 1943 in Jackson geboren und ist die Urenkelin eines früheren Sklaven, der Sohn einer Sklavin mit afrikanischen und indianischen Wurzeln und eines weißen Landbesitzers war. Als Kind zog sie nach Toledo im Bundesstaat Ohio, wo sie zunächst als einziges schwarzes Kind ihrer Klasse die öffentliche Schule besuchte und später einen Abschluss mit dem Hauptfach Englisch und dem Nebenfach Geschichte an der University of Toledo erhielt. Sie ging für zwei Jahre mit dem Friedenscorps nach Äthiopien. Nach ihrer Rückkehr in die USA machte sie einen Master in Journalismus an der University of Colorado, wo sie als Mitglied der Black Student Alliance maßgeblich an der Entstehung eines Studierendenprogramms für schwarze Studenten beteiligt war.
Taylors Hauptwerk beschäftigt sich über mehrere Generationen mit der Familiengeschichte der fiktiven afroamerikanischen Familie Logan, von der Sklaverei bis zur Zeit der Jim-Crow-Gesetze im 20. Jahrhundert. Ihr bekanntestes Werk innerhalb dieser Reihe ist Donnergrollen, hör mein Schrei’n, das im Original 1976 und in deutschsprachiger Übersetzung 1984 erschien. Mit diesem Buch gewann Taylor verschiedene Preise, darunter 1977 die Newbery Medal und 1985 den Buxtehuder Bullen, und es wurde in vielen US-amerikanischen Schulen in den Lehrplan aufgenommen. Für ihre Beiträge zur Kinderliteratur wurde sie 2003 mit dem erstmals verliehenen NSK Neustadt Prize for Children’s Literature ausgezeichnet.
Taylor erklärte, ihr Vater habe ihr seit dem Kindesalter viele Geschichten über Familienangehörige aus unterschiedlichen Generationen erzählt. Viele dieser mündlichen Überlieferungen ihres Vaters und anderer Verwandter inspirierten Taylor zu ihren Geschichten. Ohne ihren Vater, so Taylor, wäre keines ihrer Bücher entstanden. Mit 19 Jahren schrieb sie ihren ersten Roman, an dem Verlage zwar Interesse bekundeten, aber aus Sicht von Taylor zu viele Änderungen verlangten, so dass er nicht veröffentlicht wurde. Ihr Debüt erschien schließlich 1975 mit Song of the Trees.
Für ihr Gesamtwerk erhielt Taylor 2021 den Children’s Literature Legacy Award.

## Werk
- Song of the Trees. Dial Press, New York 1975
- Roll of Thunder, Hear My Cry. Dial Press, New York 1976
  - Donnergrollen, hör mein Schrei’n. Aus dem Englischen von Heike Brandt. Beltz und Gelberg, Weinheim 1984, ISBN 978-3-407-80137-1
- Let the Circle Be Unbroken. Dial Press, New York 1981
  - Lasst den Kreis geschlossen. Aus dem Englischen von Heike Brandt. Beltz und Gelberg, Weinheim 1987, ISBN 978-3-407-80185-2
- The Gold Cadillac. Puffin, London 1987
- The Friendship. Dial Press, New York 1987
- Mississippi Bridge. Puffin, London 1990
  - Die Brücke am Mississippi. Aus dem Englischen von Heike Brandt. Freies Geistesleben, Stuttgart 1998, ISBN 978-3-7725-1478-4
- The Road to Memphis. Dial Press, New York 1992
- The Well: David’s Story Puffin, London 1995
  - Der Brunnen: Davids Geschichte. Aus dem Englischen von Heike Brandt. Freies Geistesleben, Stuttgart 1996, ISBN 978-3-7725-1583-5
- The Land, Scholastic, London 2001
  - Mein Traum vom eigenen Land. Aus dem Englischen von Heike Brandt. Beltz und Gelberg, Weinheim 2005, ISBN 978-3-407-80960-5
- All the Days Past, All the Days to Come. Viking Books for Young Readers, New York 2020

## Auszeichnungen (Auswahl)
Gesamtwerk
- NSK Neustadt Prize for Children’s Literature, 2003[8]
- Children’s Literature Legacy Award, 2021[7]

Song of the Trees
- Outstanding Book of the Year Citation, The New York Times, 1975

Roll of Thunder, Hear My Cry
- Notable Book Citation, American Library Association, 1976
- Newbery Medal, 1977
- Buxtehuder Bulle, 1985

The Land
- ALA Best Book for Young Adults, 2002